# Créteil - L'Échat (métro de Paris)
Créteil - L'Échat est une station de la ligne 8 du métro de Paris, située sur la commune de Créteil, dans le Val-de-Marne.

## Histoire
La station est ouverte le 24 septembre 1973. Elle a constitué le terminus sud-est de la ligne jusqu'au 10 septembre 1974, date de la mise en service du prolongement à Créteil - Préfecture. Elle est la première station extérieure de la ligne 8 en direction de Pointe du Lac.
Elle dessert le quartier d’affaires de l'Échat qui a pris le nom du vieux chemin de l'Échat. Elle porte comme sous-titre Hôpital Henri Mondor, nom de l'hôpital universitaire de l'AP-HP situé à proximité immédiate.
En 2019, 2 253 948 voyageurs sont entrés à cette station, ce qui la place à la 229e position des stations de métro pour sa fréquentation sur 302,.
En 2020, avec la crise du Covid-19, 1 209 224 voyageurs sont entrés dans cette station, ce qui la place à la 213e position des stations de métro pour sa fréquentation.
En 2021, la fréquentation remonte progressivement, avec 1 660 120 voyageurs qui sont entrés dans cette station, ce qui la place à la 214e position des stations de métro pour sa fréquentation.

## Services aux voyageurs

### Accès
La station est accessible par la galerie commerciale de l'Échat et par la rue Gustave-Eiffel au niveau d'une des entrées de l'hôpital.

### Quais

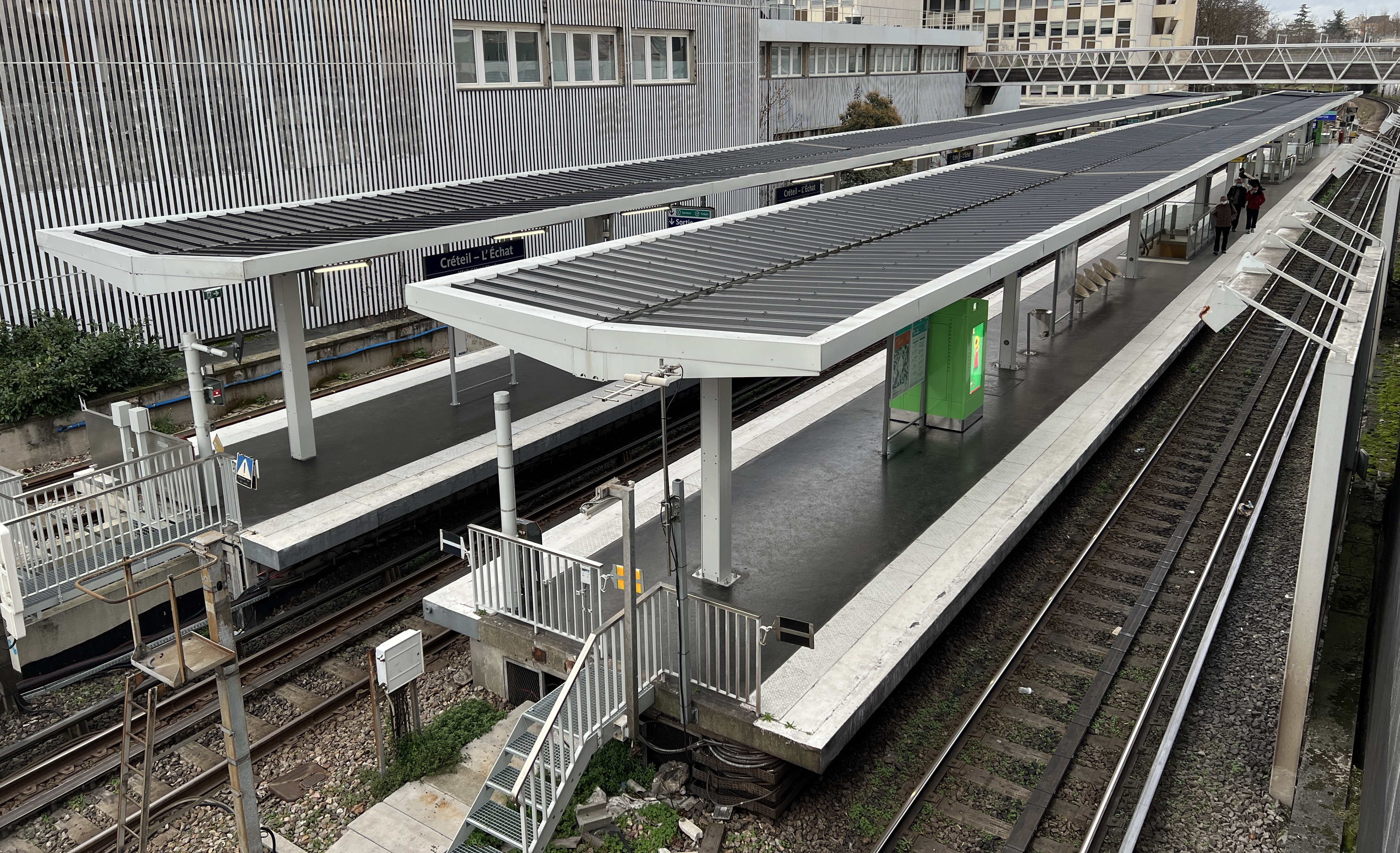
Les quais.

La station est aérienne et dispose de trois voies, dont l'une (la voie A, la plus à l'ouest) n'est pas pourvue de quai. Les deux autres voies, principales (les voies 1 et 2) sont quant à elles desservies par un quai central.
Les sièges sont de style « Akiko » de couleur blanche et le nom de la station est inscrit en police de caractère Parisine sur plaques émaillées. Jusqu'à fin 2020 avant la rénovation des quais, le nom de la station était figuré sur des panneaux rétro-éclairés.
En vue de l'arrivée de la ligne 15, la station de métro existante est modifiée avec la création d’un couloir pour rejoindre la gare de la ligne 15 sous les voies de la ligne 8. La salle d’accueil existante est réaménagée pour accueillir les flux en correspondance et un second quai central couvert, entre la voie 1 et la voie A en direction de Pointe du Lac, est inaugurée en février 2021.

### Intermodalité
La station est desservie par les lignes 172 et 281 du réseau de bus RATP, par les lignes Express 100 Torcy-Créteil, 429, 430 et 450 du réseau de bus Marne et Seine.      
Toutefois, en raison de travaux autour de la station dans le cadre de la création de la future ligne 15 du métro, la ligne de bus 172 effectue provisoirement son terminus à l'arrêt Hôpital Henri Mondor depuis le 12 juin 2015 pour une durée indéterminée.

## À proximité
- Centre hospitalier universitaire Henri-Mondor

## Projets

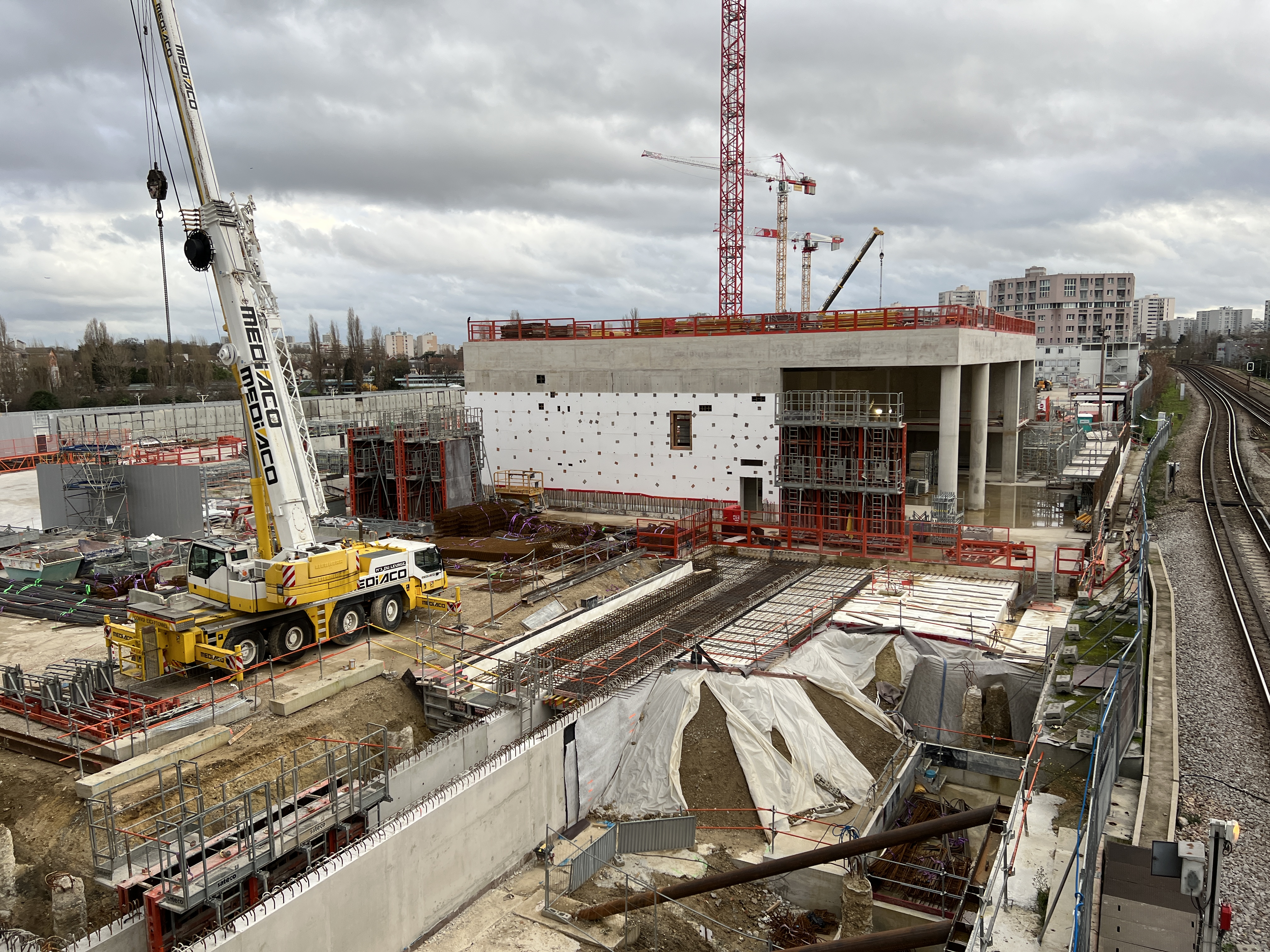
Chantier de la station de la ligne 15 en janvier 2022.

À l'horizon 2026,, la station devrait aussi accueillir une gare souterraine de la ligne 15 du Grand Paris Express,. Elle sera située sous la rue Gustave-Eiffel, et ses quais seront à une profondeur de 16 mètres,.
La conception de la gare est confiée à l'agence d'architectes ANMA de Nicolas Michelin,. La construction de la station est confiée à un groupement d’entreprises constitué de Bouygues Travaux Publics, en qualité de mandataire solidaire, et de Soletanche Bachy France, Soletanche Bachy Tunnels, Bessac et Sade.
Le jeune artiste français Mathias Isouard conçoit une œuvre artistique pour la station Créteil - L'Échat en coordination avec l'architecte Cyril Trétout.
La station comportera également sur ses quais une fresque de Katy Couprie.
Les travaux de génie civil ont démarré en mars 2017, la phase des parois moulées est entamée depuis septembre 2017 et la livraison est prévue en 2026,.
Le chantier de la future gare Créteil – L'Échat a assuré les fonctions de puits de départ et d’arrivé de tunneliers. En octobre 2019, le tunnelier Camille s’est élancé pour creuser 4,3 km de tunnel jusqu'à l'ouvrage Salengro à Champigny-sur-Marne, où il a achevé son creusement en juillet 2021. À la fin de cette même année, le tunnelier Marina est entré dans la gare Créteil – L’Échat par le sud. Parti de Vitry-sur-Seine en mars 2020, à son arrivée il a été démonté sous cloche pour limiter les nuisances sonores et extrait pièce par pièce pendant plusieurs mois, avant d’être évacué par convois exceptionnels.
La mise en service d’un second quai dans la station de la ligne 8 du métro, en février 2021, a marqué la fin des travaux réalisés par la RATP en prévision de la correspondance avec la ligne 15 Sud. E n 2022, sur le chantier du Grand Paris Express, la réalisation de la dalle de couverture de la gare a permis de séparer définitivement les espaces souterrains du chantier de construction du bâtiment voyageur, en surface. Les équipes d'Horizon ont laissé place au groupement Bouygues pour débuter la phase d'aménagement et d'équipement. 